# كولشل (باكينجهامشير)
كولشل (بالإنجليزية: Coleshill, Buckinghamshire)‏ هي قرية وأبرشية مدنية تقع في المملكة المتحدة في إنجلترا. يقدر عدد سكانها بـ 549 نسمة .